# كيت شوبان

غلاف رواية يقظة امرأة The Awakening إصدار الهيئة العامة لقصور الثقافة

كيت شوبان (بالإنجليزية: Kate Chopin، وتُلفظ: /ˈʃoʊpæn/ وأيضًا: /ʃoʊˈpæn, ˈʃoʊpən/؛ وُلدت باسم كاثرين أوفلاهرتي؛ 8 فبراير، 1850 – 22 أغسطس، 1904) كانت كاتبة قصص قصيرة وروائية أمريكية من لويزيانا. تعتبر الآن من قبل بعض المؤرخين رائدة الكاتبات النسويات للقرن العشرين من الخلفية الجنوبية أو الكاثوليكية، مثل زيلدا فتزجيرالد، وهي واحدة من أكثر الكتاب قراءةً وتميزًا من تراث لويزيانا الكريولي.
كانت والدتها من أصول فرنسية ووالدها من أصول أيرلندية، وُلدت شوبان في مدينة سانت لويس بولاية ميزوري. تزوجت وانتقلت مع زوجها إلى نيو أورلينز. عاشا لاحقًا في الريف في كلوتيرفيل، لويزيانا. منذ عام 1892 وحتى 1895، كتبت شوبان قصصًا قصيرة لكلٍ من الأطفال والبالغين والتي نُشرت في مجلاتٍ وطنية مثل أتلانتك منثلي، وفوج، وذا سنتري ماغازين، وذا يوث كومبانيون. أثارت قصصها الجدل بسبب مواضيعها ومنهجها؛ شُجبت باعتبارها غير أخلاقية من قبل بعض النقاد.
كانت أعمالها الرئيسية مجموعتين من القصص القصيرة: ناس الجدول (1894) وليلة في أكادي (1897). وشملت قصصها القصيرة المهمة «طفل ديزيريه» (1893)، حكاية تمازج الأجناس في فترة ما قبل الحرب في لويزيانا، «قصة ساعة» (1894)، «العاصفة» (1898). »العاصفة« هي تتمة لـ«في الحفلة الكاجونية»، والتي ظهرت في مجموعتها الأولى للقصص القصيرة، ناس الجدول.
كتبت شوبان أيضًا روايتين: على خطأ (1890) والصحوة (1899)، واللتان تقع أحداثهما في نيو أورلينز وغراند إيسل، على التوالي. تسكن الشخصيات في قصصها عادةً في لويزيانا، والعديد منهم كريوليون من خلفيات إثنية أو عرقية متنوعة. تقع أحداث العديد من أعمالها في نتشتوشس في شمال وسط لويزيانا، وهي المنطقة التي عاشت فيها.
خلال عقد من وفاتها، عُرفت شوبان على نطاق واسع على أنها واحدةٌ من الكاتبات الرائدات في زمنها. في عام 1915، كتب فريد لويس باتيه، «بعضٌ من أعمال [شوبان] تعادل أفضل ما أُنتج في فرنسا أو حتى في أمريكا. [بيَّنت] ما يمكن وصفه بالموهبة الفطرية للسرد التي تصل إلى العبقرية تقريبًا».

## حياتها

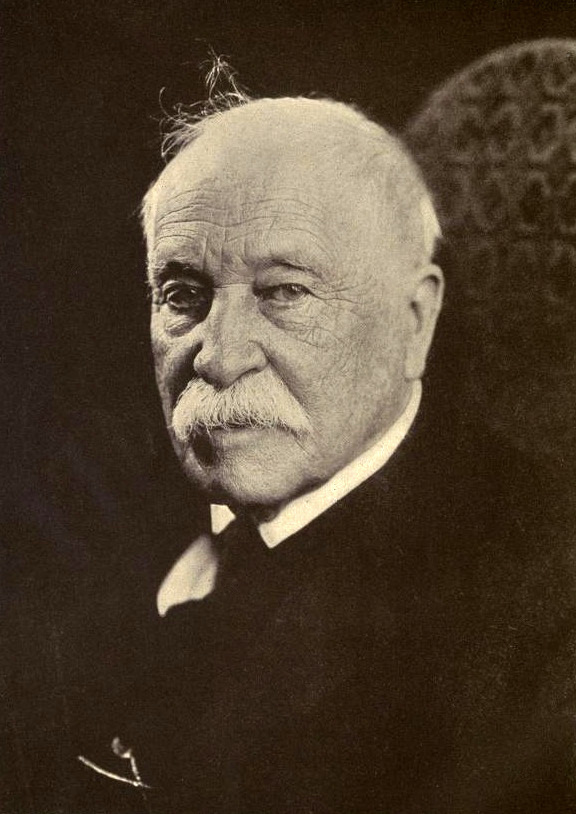
ويليام دين هاولز

وُلدت شوبان باسم كاثرين أوفلاهرتي في مدينة سانت لويس بولاية ميزوري. والدها، ثوماس أوفلاهرتي، كان رجل أعمال ناجح هاجر إلى الولايات المتحدة من غالواي، إيرلندا. كانت والدتها، إيليزا فاريس، زوجته الثانية وعضوًا حسن العلاقات من مجتمع إثني فرنسي في سانت لويس؛ كانت ابنة أثينايز شارلوفيل، وهي كريولية من لويزيانا من أصل إثني فرنسي كندي. بعض من أسلاف شوبان كانوا من بين السكان الأوروبيين (الفرنسيين) الأوائل لجزيرة داوفين، ألاباما.
كانت الثالثة من بين خمسة أطفال، ولكن أخواتها توفوا في فترة الرضاعة وأخوتها غير الأشقاء (من زواج والدها الأول) توفوا في أوائل العشرينات. تربوا رومًا كاثوليك، في التقاليد الفرنسية الإيرلندية. وأصبحت قارئةً متعطشة للحكايات الخرافية، الشعر، والرموز الدينية، وكذلك الروايات الكلاسيكية والمعاصرة. تخرَّجت من دير القلب المقدس في سانت لويس عام 1868.
في الخامسة من العمر، أُرسلت إلى أكاديمية القلب المقدس حيث تعلمت كيفية التصرف بأموالها الخاصة واتخاذ قراراتها الخاصة كما أرادت الراهبات. عند وفاة والدها، أعيدت إلى المنزل حيث عاشت مع جدتها وأم جدتها – ممثلين بذلك ثلاثة أجيال من النساء من اللواتي أصبحت أراملًا في شبابهن ولم يتزوجن مرة ثانية. تعلمت في البيت لسنتين بواسطة أم جدتها، فيكتوريا (أو فيكتوار) تشارلفيل، التي درَّست الفرنسية، الموسيقى، التاريخ، الثرثرة والحاجة للنظر إلى الحياة دون خوف. بعد سنتين، عادت كيت إلى أكاديمية القلب المقدس، حيث كان لديها مرشدتها، ماري أوميرا وصديقتها المقربة وجارتها، كيتي جاريش. كانت ماري أوميرا موهوبةً في تأليف الشعر والنثر، كلَّفت طالبتها بالكتابة بانتظام، وبأن تكون منتقدةً للذات وأن تكون امرأة شجاعة. بعد تسعة أيام من المناولة الأولى لكيت وكيتي في مايو 1861، اندلعت الحرب الأهلية في سانت لويس. بعد انتهاء الحرب قاست كيت خسائرًا، من نفي صديقتها كيتي وعائلتها من سانت لويس لدعمهم الكونفدرالية، إلى فقدان أخيها غير الشقيق بسبب الحمى، ولكن الأهم من ذلك كله وفاة جدتها خلال الفوضى.
في سانت لويس، ميزوري، في 8 يونيو، 1870، تزوجت من أوسكار شوبان واستقرت معه في مسقط رأسه في نيو أورلينز، وهي مرفأ مهم. كان لدى عائلة شوبان ستة أطفال بين الأعوام 1871 و1879: بحسب ترتيب ولادتهم، جين بابّتيست، أوسكار تشارلز، جورج فرانسيس، فريدريك، فيلكس أندرو، وليليا (ماري لايزا عند العماد). في عام 1879، فشل أوسكار شوبان في سمسرة القطن.
تركت العائلة المدينة وانتقلت إلى كلوترفيل في جنوب مقاطعة نتشتوشس لإدارة عدة مزارع صغيرة ومتجر عام. أصبحوا ناشطين في المجتمع، وتشرَّبت شوبان الكثير من المواد لكتابتها المستقبلية، خصوصًا ما يتعلق بثقافة الناس الكريوليين الملونين في المنطقة.
عندما توفي أوسكار شوبان عام 1882، ترك لكيت دينًا مقداره 42,000 دولار (حوالي 420,000 دولار بنقود عام 2009). بحسب إيملي توث، »أدارت الأرملة كيت عمله لبعض الوقت وغازلت الرجال المحليين بشكل شائن؛ (حتى أنها دخلت في علاقةٍ مع مزارع متزوج)«. بالرغم من أن شوبان عملت على إنجاح مزرعة زوجها المتوفي ومتجره العام، فقد باعت أعمالها في لويزيانا.
ناشدتها والدتها للرجوع إلى سانت لويس، ورجعت شوبان، وساعدتها والدتها في الموارد المالية. استقر أطفالها تدريجيًا في مدينة سانت لويس الصاخبة. وفي السنة التالية، توفيت والدة شوبان.
عانت شوبان من الاكتئاب بعد فقدان كُلٍ من زوجها ووالدتها في وقتٍ قصير. اقترح طبيب التوليد الخاص بها وصديق العائلة، الدكتور فريدريك كولبنهاير أن تبدأ بالكتابة، معتقدًا أنه ممكن أن يكون مصدرًا للشفاء العلاجي لها. وتفهَّم أيضًا أن بإمكان الكتابة أن تكون تركيزًا لطاقتها الاستثنائية، وكذلك مصدرًا للدخل.
بحلول بدايات تسعينيات القرن التاسع عشر، بدأت كيت شوبان بكتابة القصص القصيرة، والمقالات، والترجمات والتي نُشرت في الدوريات، من ضمنها صحيفة سانت لويس بّوست ديسبّاتش. كانت ناجحةً جدًا ووُضعت العديد من منشوراتها في مجلاتٍ أدبية. في ذلك الوقت، كانت تُعتبر كاتبة اللون المحلي الوحيدة في المنطقة، لأن تلك الفترة كانت تعتبر فترة النشر الكثير للحكايات الشعبية، وأعمالٍ باللهجة المحلية، وعناصر أخرى للحياة الشعبية الجنوبية. أُهملت صفات شوبان الأدبية القوية.
في عام 1899، نُشرت روايتها الثانية، الصحوة. وولَّدت كميةً من الصحافة السلبية بسبب شخصياتها، وخصوصًا النساء، تصرفت بطرق تعارضت مع المعايير الحالية للسلوك المهذب المقبول. واعتبر الناس أن معاملة شوبان للجنس الأنثوي، وقيم الأمومة، والخيانة الزوجية مهينة. في نفس الوقت، راجعت بعض الصحف الرواية بشكل إيجابي.
هذا، أفضل أعمالها المعروفة، هو قصة امرأة محاصرة في حدود مجتمع قمعي. نفذت طبعته لعدة عقود، لتغير الأذواق الأدبية. أُعيد اكتشافه في سبعينيات القرن العشرين، عندما كان هنالك موجةٌ من الدراسات الجديدة وتقديرٌ لكتابات النساء، وأعيد طباعة الرواية منذ ذلك الحين وهي متوفرة بشكل واسع. وحازت على تقدير نقدي لجودة كتابتها وأهميتها باعتبارها عملًا نسويًا مبكرًا من الجنوب.
يقترح النقاد أن أعمالًا مثل الصحوة كانت متقدمةً جدًا على وقتها ولذلك لم تُتقبل اجتماعيًا. بعد نشرها، أُحبطت شوبان بشكل عميق، وهي مُحطمةٌ بسبب عدم قبولها، انتقلت إلى كتابة القصص القصيرة. في عام 1900، كتبت »الرجل من نيو أورليانز«. أُدرجت في نفس تلك السنة في الإصدار الأول لماركيز هوز هو. ومع ذلك، لم تجني الكثير من النقود أبدًا من كتاباتها، وكان عليها الاعتماد على استثماراتها في لويزيانا وسانت لويس (ساعدها في ذلك الميراث من والدتها) لتدعمها.
عند زيارتها لمعرض سانت لويس الدولي في 20 أغسطس، 1904، أصيبت بنزف مخي. توفيت بعد يومين، في سن 54. دُفنت في مقبرة كالفاري في سانت لويس.

## روابط خارجية
- كيت شوبان على موقع IMDb (الإنجليزية)
- كيت شوبان على موقع الموسوعة البريطانية (الإنجليزية)
- كيت شوبان على موقع إن إن دي بي (الإنجليزية)
- كيت شوبان على موقع ديسكوغز (الإنجليزية)